# Elecciones estatales de Baja California Sur de 1993
Las elecciones estatales de Baja California Sur de 1993 se realizaron el domingo 7 de febrero de 1993 y en ellas se renovaron los siguientes cargos de elección popular del estado mexicano de Baja California Sur:
- Gobernador de Baja California Sur. Titular del Poder Ejecutivo del estado, electo para un periodo de seis años, sin derecho a reelección. El candidato electo fue Guillermo Mercado Romero.
- 18 diputados del Congreso del Estado. 15 electos por mayoría relativa y 3 designados mediante representación proporcional para integrar la VII Legislatura.
- 5 ayuntamientos. Compuestos por un presidente municipal y sus regidores, electos para un periodo de tres años.

## Proceso electoral
Inicialmente estaba previsto que la VII Legislatura incluyera tres escaños de representación proporcional, los cuales serían asignados a los partidos que obtuvieran más del 2% de los votos en las elecciones para el congreso y que no alcanzaran a tener cinco escaños de mayoría. Sin embargo, los dos únicos partidos que superaron el porcentaje mínimo de votos —el Partido Revolucionario Institucional y el Partido Acción Nacional— superaban el límite máximo de escaños, de forma que ninguno pudo reclamar los curules, dejando vacantes los tres escaños de representación proporcional de la legislatura.

## Resultados

### Gobernador
|  | 50.59 % |

|  | 45.62 % |

|  | 0.58 % |

|  | 0.49 % |

|  | 0.22 % |

|  | 0.49 % |

|  | 0.18 % |

|  | 0.13 % |

|  | 98.05 % |

|  | 1.95 % |

### Congreso del Estado de Baja California Sur
|  | 47.74 % |

|  | 47.65 % |

|  | 1.05 % |

|  | 0.60 % |

|  | 0.43 % |

|  | 0.31 % |

|  | 0.30 % |

|  | 0.16 % |

|  | 1.72 % |

|  | 100 % |

### Ayuntamientos
|  | 52.06 % |

|  | 43.12 % |

|  | 0.42 % |

|  | 0.31 % |

|  | 0.25 % |

|  | 0.22 % |

|  | 0.18 % |

|  | 0.10 % |

|  | 0.09 % |

|  | 96.82 % |

|  | 3.18 % |